# ذا درو كاري شو
ذا درو كاري شو (بالإنجليزية: The Drew Carey Show)‏ هو مسلسل كوميدي تم إنتاجه في الولايات المتحدة. بدأ عرضه في سنة 1995 على هيئة الإذاعة الأمريكية. بلغ عدد مواسم المسلسل 9 مواسم، بلغ عدد حلقاته 233 حلقة، وتبلغ مدة الحلقة الواحدة 30 دقيقة. المسلسل من تأليف درو كاري، تم بث المسلسل لأول مرة بتاريخ 13 سبتمبر 1995 بينما تم بث آخر حلقة منه بتاريخ 8 سبتمبر 2004 بعد أن استمر لقرابة 9 أعوام. من بطولة درو كاري، ديدريخ بادر، ريان ستايلز، كريغ فيرغسون، جون كارول لينتش وسينثيا واتروس.

## روابط خارجية
- ذا درو كاري شو على موقع IMDb (الإنجليزية)
- ذا درو كاري شو على موقع ميتاكريتيك (الإنجليزية)
- ذا درو كاري شو على موقع روتن توميتوز (الإنجليزية)
- ذا درو كاري شو على موقع كينوبويسك (الروسية)
- ذا درو كاري شو على موقع ألو سيني (الفرنسية)
- ذا درو كاري شو على موقع قاعدة بيانات الفيلم (الإنجليزية)